# Stepan Osipovič Makarov
Stepan Osipovič Makarov (in russo Степа́н О́сипович Мака́ров?) (Kiev, 8 gennaio 1849 – Port Arthur, 13 aprile 1904) è stato un ammiraglio russo, noto viceammiraglio che si distinse per capacità e coraggio in tutte le azioni a cui partecipò. Morì affondando con la sua nave e molti membri del suo equipaggio dopo lo scoppio di una mina giapponese.

## Biografia

### Carriera militare
Nato l'8 gennaio 1849 (secondo il calendario gregoriano) a Kiev, si arruolò da giovane, divenendo ufficiale nel 1872. Nel periodo tra il 1872 e il 1876 compì numerosi viaggi via mare. Ritornato in Russia nel 1877, partecipò come comandante di una piccola nave nel Mar Nero alla Guerra russo-turca (1877-1878); in quell'occasione diede prova del suo ingegno elaborando nuove tattiche (studiate peraltro dal suo futuro acerrimo nemico, l'ammiraglio giapponese Tōgō Heihachirō) ed usando piccole imbarcazioni a mo' di lanciasiluri.
Proprio al comando di una di queste (la piccola Vellviy Knyaz Konstantin) il 14 gennaio 1878 Makarov si mise in luce affondando un'unità navale ottomana in porto utilizzando un siluro navale; era la prima volta che una torpedine a motore colpiva ed affondava un bersaglio in situazione di guerra e non in esercitazione. Le sue capacità gli consentirono di far rapida carriera e già nel 1894 divenne ispettore dell'artiglieria navale, sviluppando il cappuccio balistico che aumentava la capacità di penetrazione dei proietti delle artiglierie navali, e, infine, prefetto marittimo. Durante questo periodo ideò per primo la nave rompighiaccio, redigendo il progetto per il Krassin.

### Guerra russo-giapponese e morte
L'inizio del 1904 portò ad una situazione di guerra aperta tra la Russia ed il Giappone (guerra russo-giapponese), quest'ultimo ansioso di conquistare nuovi territori e scacciare l'impero zarista dalla sua nuova sfera d'influenza.
Il porto di Port Arthur divenne un punto focale dello scontro: il suo possesso permetteva il controllo delle linee di rifornimento giapponesi. Assediato per mare dalla flotta dell'ammiraglio Tōgō Heihachirō e per terra dalla 3ª Armata del generale Nogi Maresuke, il comando russo decise di inviare Makarov ad assumere il comando della flotta locale per spezzare l'assedio. Assunto il comando l'8 marzo 1904 Makarov assunse subito atteggiamento difensivo molto attivo, sfidando più volte Togo in battaglia e creandogli forti difficoltà.
Il 13 aprile di ritorno da una sortita contro i giapponesi, mentre stava rientrando in porto, la sua nave ammiraglia, la corazzata Petropavlovsk, saltò su una mina giapponese e affondò, facendolo perire assieme a gran parte dell'equipaggio, ossia il celebre pittore russo Vasilij Vasil'evič Vereščagin, 26 ufficiali e 652 marinai. Solo 7 ufficiali e 73 marinai furono tratti in salvo..
Dopo la sua morte la guerra proseguì ma i russi non trovarono più un comandante alla sua altezza e prima Port Arthur (2 gennaio 1905) e poi la guerra (5 settembre 1905) furono perdute. Era considerato in URSS un eroe nazionale e molte navi sovietiche sono state nominate negli anni Ammiraglio Makarov in suo onore.

## Onorificenze
Gli è intitolata l'Università nazionale navale ammiraglio Makarov di Mykolaïv in Ucraina.